# (18689) Rodrick
Rodrick (asteroide n.º 18689) es un asteroide del cinturón principal, a 2,5915109 UA. Posee una excentricidad de 0,0848174 y un período orbital de 1 740,46 días (4,77 años).
Rodrick tiene una velocidad orbital media de 17,69987159 km/s y una inclinación de 2,55263º.
Este asteroide fue descubierto en 24 de marzo de 1998 por LINEAR.